# Khoy e Chaypareh (circoscrizione elettorale)
La Circoscrizione di Khoy e Chaypareh è un collegio elettorale iraniano istituito per l'elezione dell'Assemblea consultiva islamica. 

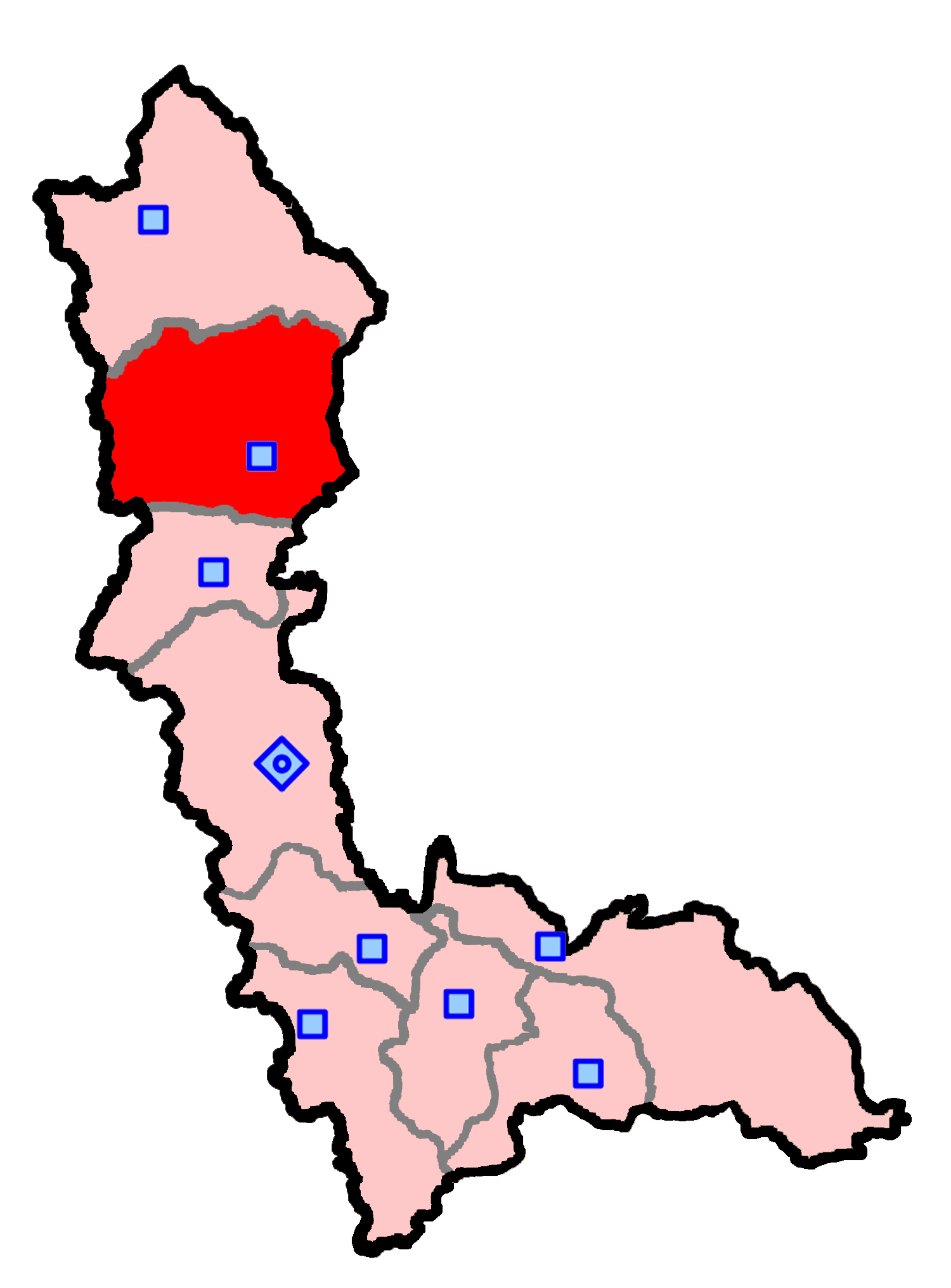
La circoscrizione di Khoy e Chaypareh, all'interno dell'Azerbaigian Occidentale

## Elezioni
Durante le Elezioni parlamentari in Iran del 2008 e del 2012 viene eletto il riformista Movayyed Hoseini Sadr.
Alle Elezioni parlamentari in Iran del 2016 viene invece eletto con 73,694 voti Taghi Kabiri, appartenente alla Grande Coalizione Principalista.